# Šternberk
Šternberk (en allemand : Sternberg ou Mährisch-Sternberg) est une ville du district et de la région d'Olomouc, en Tchéquie. Sa population s'élevait à 13 239 habitants en 2025.

## Géographie
Šternberk se trouve à 16 km au nord-nord-est d'Olomouc, à 71 km à l'ouest d'Ostrava et à 209 km à l'est-sud-est de Prague.
La commune est limitée par Paseka, Mutkov et Huzová au nord, par Dětřichov nad Bystřicí, Horní Loděnice, Lipina et Domašov u Šternberka à l'est, par Bělkovice-Lašťany, Bohuňovice et Štarnov au sud, et par Lužice, Babice, Hlásnice, Mladějovice et Řídeč à l'ouest.

## Histoire
La première mention écrite de la localité date de 1269.

## Population
Recensements ou estimations de la population de la commune dans ses limites actuelles :
| 1869*  | 1880*  | 1890*  | 1900*  | 1910*  | 1921*  | 1930*  |
| ------ | ------ | ------ | ------ | ------ | ------ | ------ |
| 15 066 | 15 750 | 16 917 | 17 890 | 17 077 | 16 204 | 15 532 |

| 1950*  | 1961*  | 1970*  | 1980*  | 1991*  | 2001*  | 2011*  |
| ------ | ------ | ------ | ------ | ------ | ------ | ------ |
| 10 652 | 11 873 | 13 213 | 13 808 | 14 611 | 14 144 | 13 574 |

| 2015   | 2016   | 2017   | 2018   | 2019   | 2020   | 2021*  |
| ------ | ------ | ------ | ------ | ------ | ------ | ------ |
| 13 658 | 13 551 | 13 476 | 13 481 | 13 495 | 13 440 | 13 007 |

| 2022   | 2023   | 2024   | 2025   | - | - | - |
| ------ | ------ | ------ | ------ | - | - | - |
| 13 144 | 13 239 | 13 264 | 13 239 | - | - | - |

## Patrimoine
Située près des pentes du massif montagneux de Jeseniky recouvert par les champs, cette ville est dominée par le château de Šternberk (cs), château fort gothique avec de riches décorations d'intérieur et de merveilleuses peintures. Le monument le plus remarquable ensuite est l'ancienne abbaye des Augustins, où l'on visite une collection de peintures de Handke.
Autre monument remarquable, l'Église de l'Annonciation de Šternberk

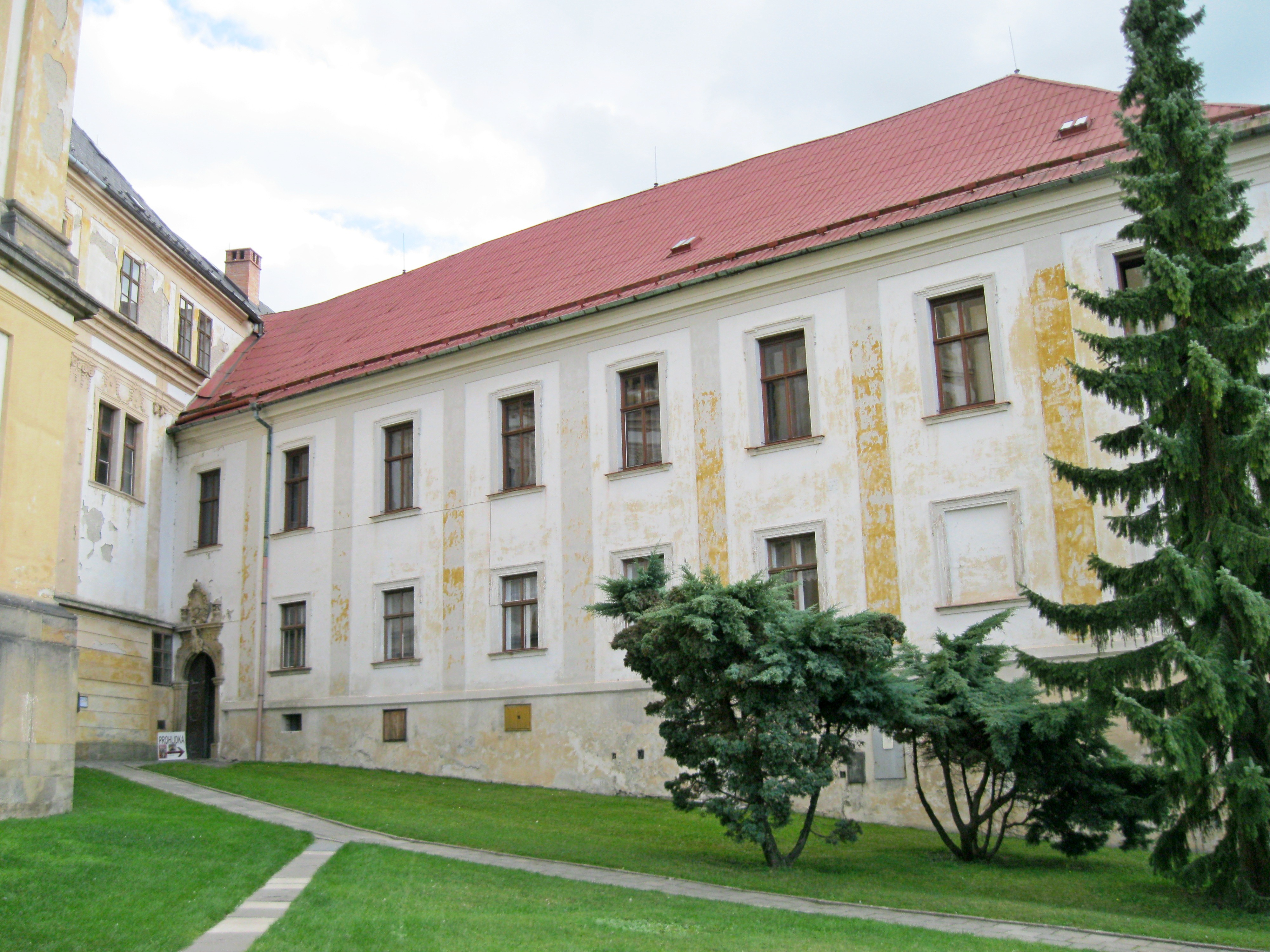
Abbaye des Augustins.
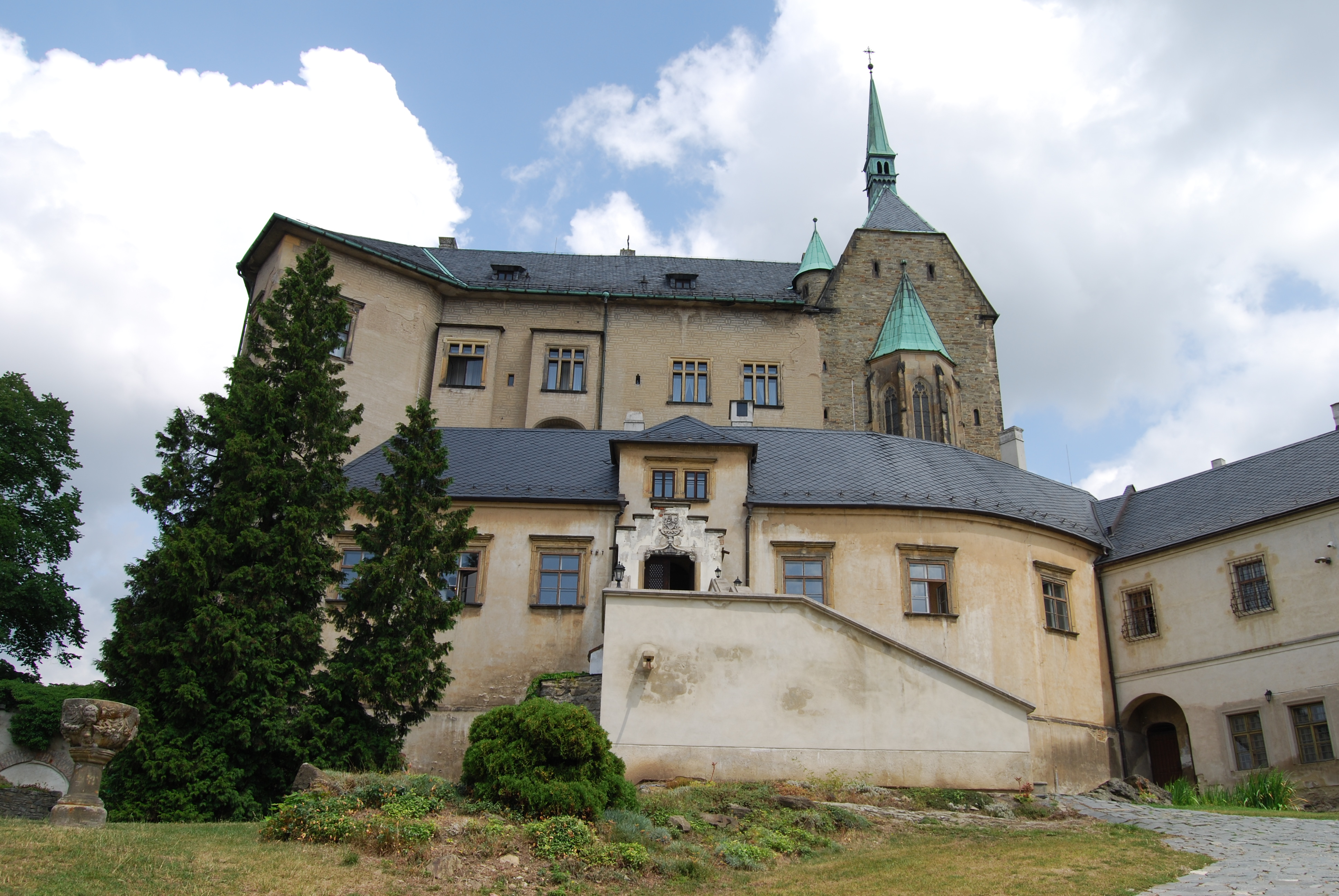
Château de Šternberk.
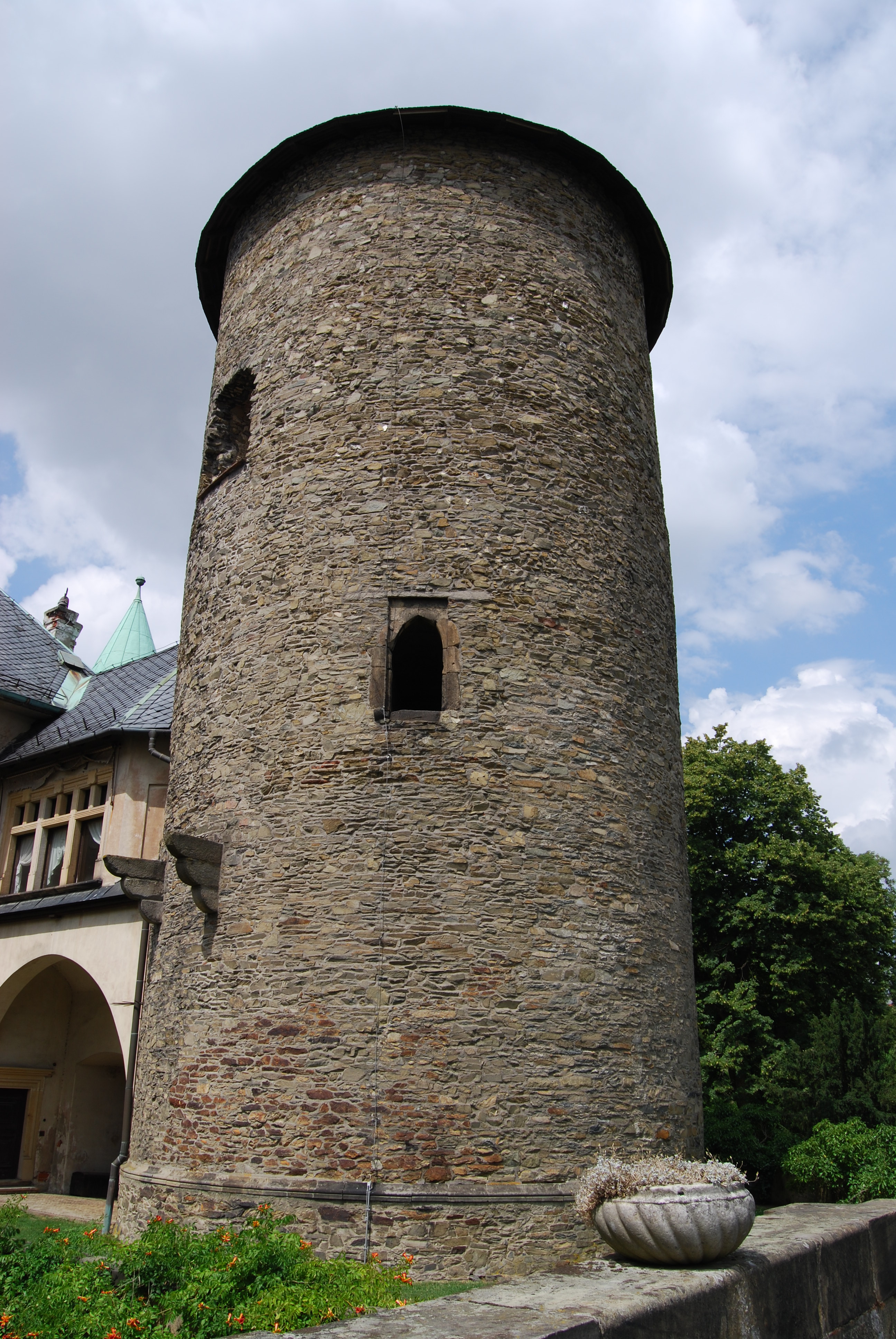
Tour du château.

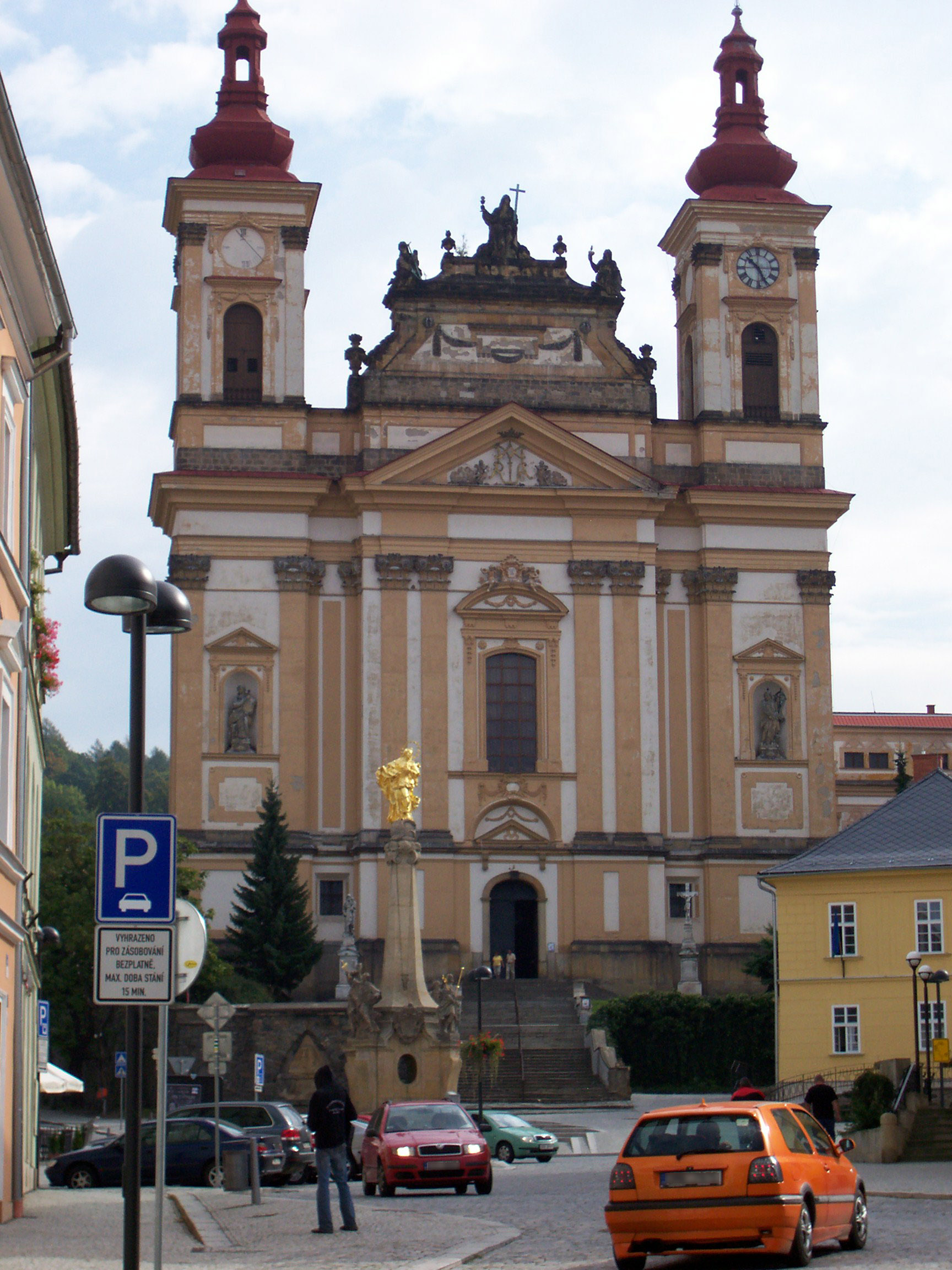
Église de l'Annonciation de Šternberk : le porche.
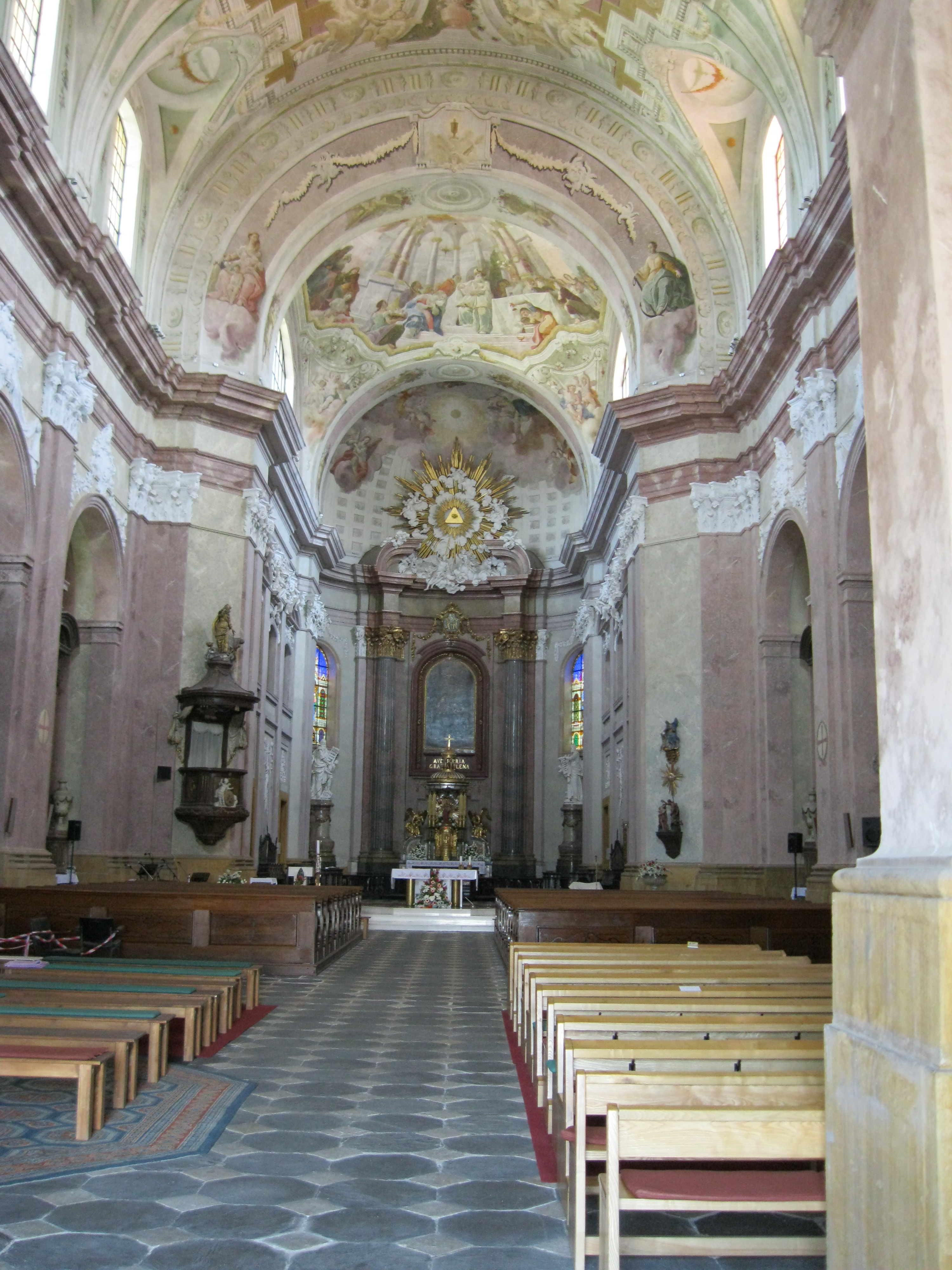
Église de l'Annonciation : intérieur.
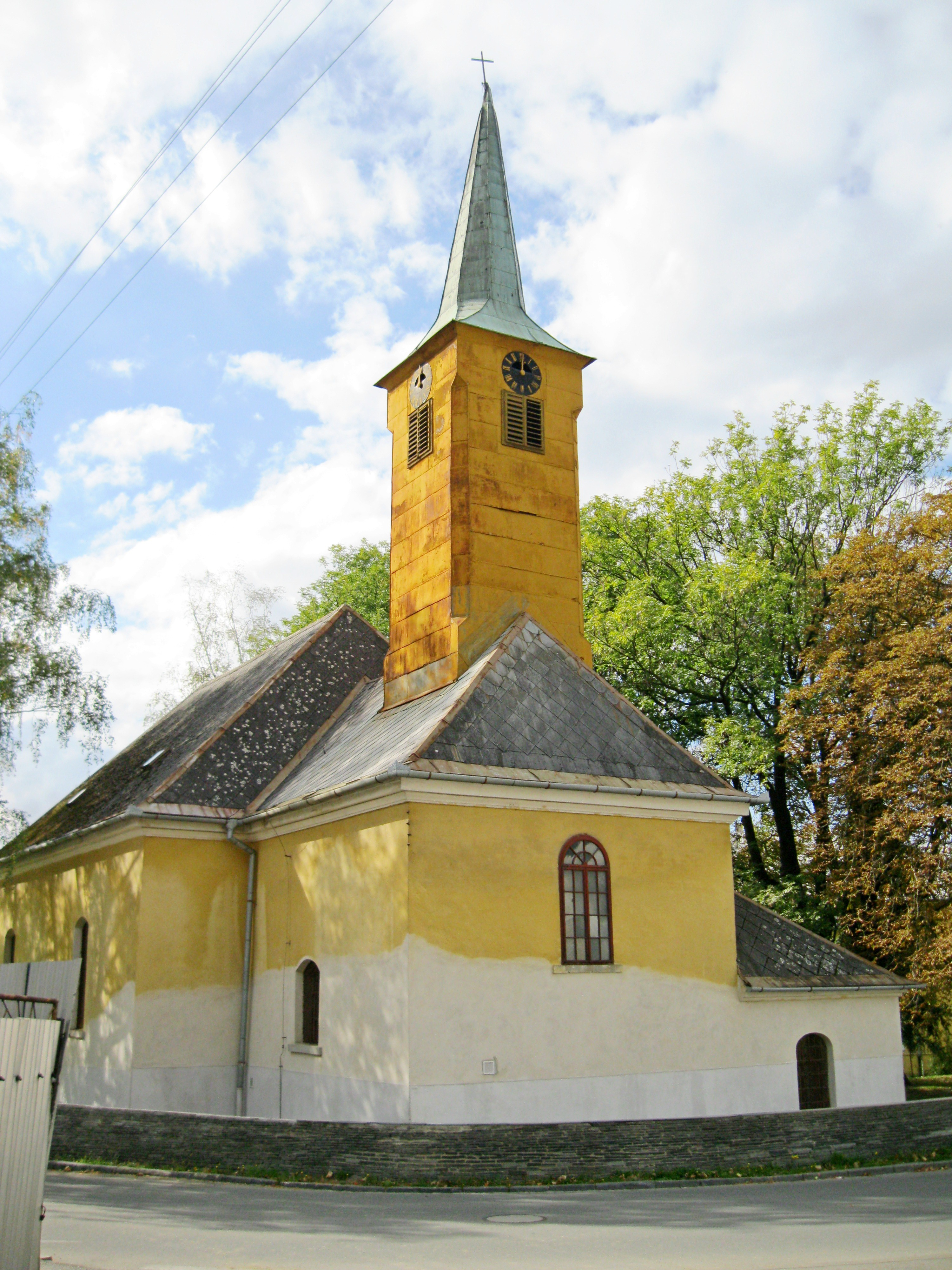
Église de la Sainte Trinité.

## Transports
Par la route, Šternberk se trouve à 18 km d'Olomouc et à 244 km de Prague.

## Jumelages
La ville de Šternberk est jumelée avec :
- Dobšiná (Slovaquie) depuis 1997
- Lorsch (Allemagne) depuis 2000
- Kungsbacka (Suède) depuis 2001
- Kobiór (Pologne) depuis 2006
- Guntzbourg (Allemagne) depuis 2011

## Personnalité
- David Krejci (né en 1988), joueur de hockey sur glace
- David Rozehnal (né en 1980), footballeur tchèque.
- Erica Pedretti (1930-2022), écrivaine tchèque.